# Eddie Booker
Eddie Booker (* 5. November 1917 in Texas, USA, als Hilton Edward Booker; † 26. Januar 1975) war ein US-amerikanischer Boxer im Mittelgewicht.
Booker war Normalausleger und hatte eine Körpergröße von 1,75 m. Er bestritt insgesamt 79 Kämpfe, von denen er 66 siegreich gestaltete und 5 verlor; 8 endeten unentschieden. 
Black Dynamite (so Bookers Kampfname) wurde ausschließlich von John Burdick trainiert, der von Anfang an auch sein Manager war. Ab 1941 managte ihn Frank Schuler.
Booker fand im Jahre 2017 Aufnahme in die International Boxing Hall of Fame in der Kategorie Old Timers. Einen Weltmeisterschaftstitel konnte er sich allerdings nie erkämpfen.